# 隆特里鎮區 (北達科他州戈爾登瓦利縣)
隆特里鎮區（英語：Lone Tree Township）是位於美國北達科他州戈爾登瓦利縣的一個鎮區。

## 地方資料
隆特里鎮區的面積為272.46平方千米，當中陸地面積為272.13平方千米，而水域面積為0.33平方千米。根據2020年美國人口普查的數據，當地共有人口146人，而人口密度為每平方千米0.54人。